# Чангара (приток Оби)
Чангара (Большая Чангара) — река в России, протекает по Томскому и Кривошеинскому районам Томской области. Устье реки находится в 3 км по правому берегу реки Обь. Длина реки составляет 22 км. Приток — Средняя Чангара.

## Данные водного реестра
По данным государственного водного реестра России относится к Верхнеобскому бассейновому округу, водохозяйственный участок реки — Обь от Новосибирского гидроузла до впадения реки Чулым, без рек Иня и Томь, речной подбассейн реки — бассейны притоков (Верхней) Оби до впадения Томи. Речной бассейн реки — (Верхняя) Обь до впадения Иртыша.